# Joshua Tree (Schriftsteller)

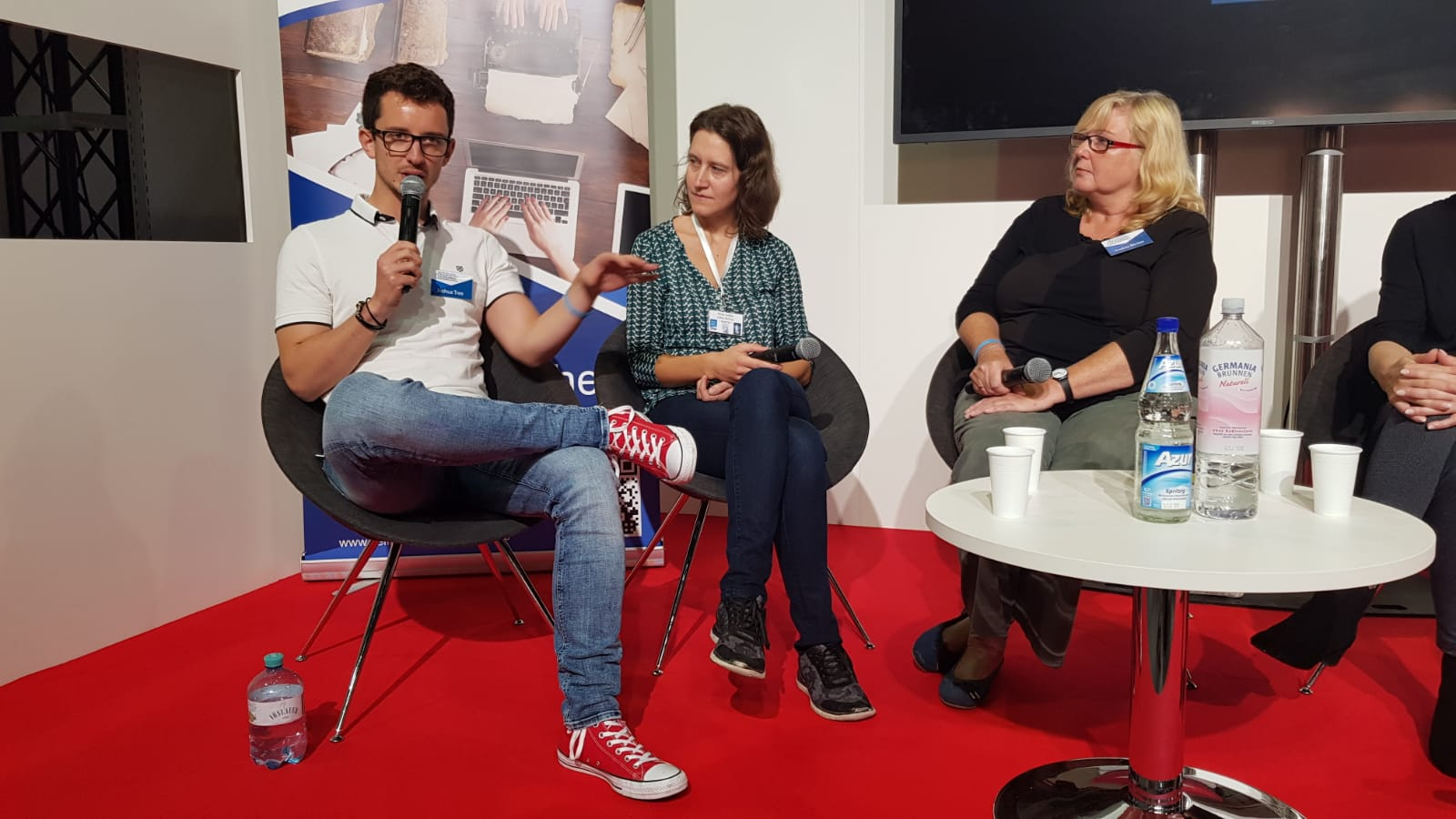
Joshua Tree bei einer Podiumsdiskussion auf der Frankfurter Buchmesse 2018

Joshua Tree, eigentlich Benjamin Krämer (* 4. August 1986 in Hameln) ist ein deutscher Autor von Romanen in den Bereichen Science-Fiction, Thriller und Fantasy.

## Biographie
Joshua Tree wurde in Hameln im Weserbergland geboren und besuchte dort bis zu seinem Abitur das Schiller-Gymnasium Hameln. Danach studierte er Kommunikationsmanagement mit Schwerpunkt Kommunikationspsychologie an der Hochschule Osnabrück und schloss sein Studium mit einem Master ab. Nach mehreren Jahren als Dozent am Seminarzentrum Ludwig-Windthorst-Haus in Lingen (Ems) und als freier Journalist und Supervisor bereiste er mit seiner Lebensgefährtin für mehrere Jahre mit dem Motorrad, auf dem Fahrrad und zu Fuß die Welt. Heute lebt Joshua Tree in Portugal und widmet sich hauptberuflich der Arbeit als Schriftsteller.

## Werdegang als Autor
Sein erstes Buch veröffentlichte Joshua Tree 2015 unter seinem Realnamen Benjamin Krämer, gemeinsam mit seinem Bruder, dem Leitenden Oberarzt für Kinder- und Jugendpsychiatrie Raphael Krämer, beim Allegria Verlag, der zu den Ullstein Buchverlagen gehört. Anders als seine späteren Werke handelte es sich dabei um einen Ratgeber im Bereich Lebenshilfe mit dem Titel Über das Selbst hinaus. Glücklich mit sich und anderen in drei Schritten. Im April 2017 begann Benjamin Krämer schließlich unter dem Pseudonym Joshua Tree Selbstpublikationen zu veröffentlichen. Zuerst erschien die Fantasy-Trilogie Pilgrim, wie auch die meisten späteren Werke exklusiv auf Amazon, der Erfolg blieb jedoch aus. Erst als er zwei Monate später den ersten Band einer achtteiligen Serie mit dem Namen Behemoth 2333 veröffentlichte, gelang ihm der Durchbruch. Seit 2021 veröffentlicht er neben selbstverlegten Büchern auch im Verlag, so erschien Singularity im selben Jahr bei Fischer-Tor, das mit dem Phantastik-Literaturpreis Seraph 2022 als bester Roman ausgezeichnet wurde. Im Jahr 2023 hielt Joshua Tree die Laudatio für den Siegertitel des Besten Romans bei der Verleihung des Seraph 2023 auf der Leipziger Buchmesse und war mit „Das Objekt“ selbst für den Indie-Seraph nominiert. Gewinnen konnte das Objekt im selben Jahr den „Silbernen Stephan“ in den Kategorien bestes Hörbuch und bester Roman. Seit Anfang 2021 sind englische Übersetzungen seiner Werke unter dem Pseudonym Joshua T. Calvert erschienen. Die deutschsprachigen Vertonungen für den Hörbuchmarkt werden von Rubiton, Universal Music, Audible Studios und Argon durchgeführt, die englischsprachigen von Podium Audio, Recorded Books und Tantor Media. Seine italienischen Übersetzungen erscheinen bei Mandodori Libri. Sämtliche Werke sind auch als Taschenbücher erhältlich. Laut eigener Angaben haben sich Joshua Trees Bücher insgesamt über 2 Millionen Mal auf Deutsch, Englisch, Spanisch und Italienisch verkauft. Ende 2024 kündigte Heyne eine Trilogie für das Jahr 2025 an, die von Joshua Tree, Andreas Brandhorst und Brandon Q. Morris verfasst wird.

## Auszeichnungen
- 2021: Finalist Reader's Favorite Awards (Vereinigte Staaten) für The Fossil.
- 2022: Phantastik-Literaturpreis Seraph – Bester phantastischer Roman für Singularity[14]
- 2023: Silberner Stephan in den Kategorien Bestes Hörbuch (Rubikon) und Bester Roman für Das Objekt.[15]
- 2024: Goldener Stephan in den Kategorien Bester Roman für Die Entdeckung und Beste Anthologie In andere Welten (A7L Books). Silberner Stephan in der Kategorie Bestes Hörbuch für Kontakt.[16]

## Schriften

### Romane

#### Das Portal (Trilogie)
1. Das Portal, Independent 2023, ISBN 9798864062593
2. Das Portal 2, Independent 2023, ISBN 9798867640262
3. Das Portal 3, Independent 2023, ISBN 9798871149201

#### Das Fossil (Trilogie)
1. Das Fossil, Belle Epoque Verlag 2018, ISBN 978-3-96357-063-6
2. Das Fossil 2, Belle Epoque Verlag 2019, ISBN 978-3-96357-064-3
3. Das Fossil 3, Eigenverlag 2021, ISBN 979-8-7134-3628-5

#### Der Meteor (Reihe)
1. Der Meteor 1, Belle Epoque Verlag 2020
2. Der Meteor 2, Belle Epoque Verlag 2020
3. Der Meteor 3, Belle Epoque Verlag 2020
4. Der Meteor 4,  Joshua Tree Ltd. 2021, ISBN 979-8-5908-4878-2

#### Ganymed (Trilogie)
1. Ganymed Erwacht, Belle Epoque Verlag 2018, ISBN 978-3-96357-060-5
2. Ganymeds Flüstern, Belle Epoque Verlag 2018, ISBN 978-3-96357-061-2
3. Ganymeds Erbe, Belle Epoque Verlag 2018, ISBN 978-3-96357-062-9

#### Invasion (Quadrologie, mit Dominik A. Meier)
1. Invasion 1, Ankunft der Dunkelheit, 2022, ISBN 979-8-36786-224-9
2. Invasion 2: Welt in Flammen, 2023, ISBN 979-8-37326-384-9
3. Invasion 3: Das Ende der Menschheit, 2023, ISBN 979-8-37498-706-5
4. Invasion 4: Das letzte Gefecht, 2023, ISBN 979-8-37661-945-2

#### Das Artefakt (Dilogie)
1. Das Artefakt 1, Belle Epoque Verlag 2019, ISBN 978-3-96357-036-0
2. Das Artefakt 2, Belle Epoque Verlag 2019, ISBN 978-3-96357-037-7

#### Das Signal (Trilogie, mit Philipp Tree)
1. Das Signal 1, Belle Epoque Verlag 2019, ISBN 978-3-96357-065-0
2. Das Signal 2, Belle Epoque Verlag 2019, ISBN 978-3-96357-066-7
3. Das Signal 3, Belle Epoque Verlag 2020, ISBN 978-3-96357-068-1

#### Vernichtung (Trilogie)
1. Vernichtung: Die Ankunft, ISBN 978-1-7024-3391-4
2. Vernichtung 2: Der Gegenschlag, ISBN 978-1-7057-2143-8
3. Vernichtung 3: Der Untergang, ISBN 978-1-6758-6255-1

#### Pilgrim (Trilogie)
1. Pilgrim 1 – Die Rebellen, ISBN 978-1-5210-0286-5
2. Pilgrim 2 – Die Verlorenen, ISBN 978-1-5211-3459-7
3. Pilgrim 3 – Die Geächteten, ISBN 978-1-5218-5621-5

#### Behemoth 2333 (achtteilige Serie)
1. Behemoth 2333 – Band 1: Das Jupiter Ereignis, Cosel Verlag 2018, ISBN 978-3-96504-020-5
2. Behemoth 2333 – Band 2: Der Hyperraum Krieg, Cosel Verlag 2018, ISBN 978-3-96504-021-2
3. Behemoth 2333 – Band 3: Der Flug des Leviathan, Cosel Verlag 2018, ISBN 978-3-96504-022-9
4. Behemoth 2333 – Band 4: Der Neuromorph, Cosel Verlag 2018, ISBN 978-3-96504-023-6
5. Behemoth 2333 – Band 5: Das Endspiel, Cosel Verlag 2018, ISBN 978-3-96504-024-3
6. Behemoth 2333 – Band 6: Die Pforten der Hölle, Cosel Verlag 2018, ISBN 978-1-9803-2022-7
7. Behemoth 2333 – Band 7: Die Schlacht um DeGaulle, Cosel Verlag 2018, ISBN 978-3-96504-026-7
8. Behemoth 2333 – Band 8: Die Tränen der Sonne, Cosel Verlag 2018, ISBN 978-3-96504-027-4

#### Teleport
1. Teleport, Amazon 2021, ISBN 979-8-7475-2075-2
2. Teleport 2 – In die Dunkelheit, Amazon 2021, ISBN 979-8-5211-0977-7
3. Teleport 3 – In das Licht, Amazon 2021, ISBN 979-8-5489-7031-2
4. Teleport 4 – Anomalie, Amazon 2021, ISBN 979-8-7618-7934-8

#### Das Letzte Schlachtschiff (Vierteilige Serie)
1. Das Letzte Schlachtschiff,  Belle Epoque 2022, ISBN 978-3-96357-235-7
2. Das Letzte Schlachtschiff 2: Schlachtfeld Erde, 2022, ISBN 979-8-43274-543-9
3. Das Letzte Schlachtschiff 3: Tore zur Hölle, 2022, ISBN  979-8-81298-155-6
4. Das Letzte Schlachtschiff 4: Oberon Entfesselt, 2022, ISBN 979-8-83530-703-6

#### Einzelromane
- The Wall – Ewige Nacht, Belle Epoque Verlag 2019, ISBN 978-3-96357-019-3
- Der Dunkle Vorhang, Belle Epoque Verlag 2019, ISBN 978-3-96357-067-4
- The Dark Invasion: Phase 1, ISBN 978-1-7201-4712-1
- Singularity, Verlag FISCHER Tor 2021, ISBN 978-3-596-70087-5
- Das Objekt, Nova MD Verlag 2022, ISBN 978-3-98595-509-1

### Hörbücher
- Das Signal 1, Rubikon Audioverlag, gelesen von Mark Bremer, 2019
- Das Signal 2, Rubikon Audioverlag, gelesen von Mark Bremer, 2019
- Das Signal 3, Rubikon Audioverlag, gelesen von Mark Bremer, 2020
- Das Fossil 1, Rubikon Audioverlag, gelesen von Mark Bremer, 2020
- Das Fossil 2, Rubikon Audioverlag, gelesen von Mark Bremer, 2020
- Vernichtung 1: Die Ankunft, Rubikon Audioverlag, gelesen von Mark Bremer, 2020
- Vernichtung 2: Der Gegenschlag, Rubikon Audioverlag, gelesen von Mark Bremer, 2020
- Vernichtung 3: Der Untergang, Rubikon Audioverlag, gelesen von Mark Bremer, 2020
- Ganymed 1: Ganymed Erwacht, Rubikon Audioverlag, gelesen von Mark Bremer, 2020
- Ganymed 2: Ganymeds Flüstern, Rubikon Audioverlag, gelesen von Mark Bremer, 2021
- Ganymed 3: Ganymeds Erbe, Rubikon Audioverlag, gelesen von Mark Bremer, 2021
- Singularity, Argon Verlag, gelesen von Robert Frank, 2021
- Die Magie des Lichts 1: Die Farben der Seele, Rubikon Audioverlag, gelesen von Mark Daniel Kröhnert, 2021
- Teleport 1: Teleport, Rubikon Audioverlag, gelesen von Mark Bremer, 2021
- Teleport 2: In die Dunkelheit, Rubikon Audioverlag, gelesen von Mark Bremer, 2021
- Teleport 3: In das Licht, Rubikon Audioverlag, gelesen von Mark Bremer, 2022
- Teleport 4: Anomalie, Rubikon Audioverlag, gelesen von Mark Bremer, 2022
- Das letzte Schlachtschiff 1: Das letzte Schlachtschiff, Rubikon Audioverlag, gelesen von Mark Bremer, 2022